# Miloslava Rezková
Miloslava Rezková, coniugata Hübnerová (Praga, 22 luglio 1950 – Praga, 19 ottobre 2014), è stata un'altista cecoslovacca, vincitrice della medaglia d'oro ai Giochi olimpici di Città del Messico nel 1968.

## Biografia
Alle olimpiadi tenutesi a Città del Messico nel 1968 nella gara di salto in alto giunse in prima posizione superando la russa Antonina Okorokova (medaglia d'argento) e l'ucraina Valentyna Kozyr. Nella prova riesce a saltare a 1,80 al primo tentativo, mentre a 1,82 è l'unica a passare la misura.
Alle successive olimpiadi giunse quindicesima alla competizione. Si sposò con Rudolf Hübner.

## Palmarès
| Anno | Manifestazione             | Sede              | Evento        | Risultato | Prestazione | Note |
| ---- | -------------------------- | ----------------- | ------------- | --------- | ----------- | ---- |
| 1968 | Giochi della XIX Olimpiade | Città del Messico | Salto in alto | Oro       | 1,82        |      |